# Eucephalus breweri
Eucephalus breweri é uma espécie norte-americana na família aster conhecida pelo nome comum de cervejeiro-aster. É nativa da Califórnia, onde cresce principalmente na Serra Nevada em elevações subalpinas. O seu alcance se estende ao noroeste de Nevada e ao sudoeste de Oregon.